# Mongolija na Olimpijskim igrama 2016.
Mongolija je nastupila na Ljetnim olimpijskim igrama u Brazilu 2016. godine.

## Streljaštvo
Dva mongolska streljača se kvalificiralo za OI 2016.
- 10 m zračna puška (Ž): 1 mjesto (Nandinzaya Gankhuyag)
- 25 m pištolj (Ž): 1 mjesto (Otryadyn Gündegmaa)